# CoyotAir
CoyotAir war eine spanische Luftfahrtgesellschaft mit Sitz in Madrid. Die Gesellschaft wurde von Elliance Aviation, Madrid, Spanien (einer Tochtergesellschaft von  GED Capital and RiverRock) übernommen.
Coyotair besaß zwei Hubschrauber:
Im Jahr 2015 fusionierte CoyotAir mit dem katalonischen Konkurrenten TAF und wurde in Habock umbenannt.

## Flotte

### Flotte bei Betriebseinstellung
- 2 Eurocopter EC 135 T2

### Zuvor eingesetzte Flugzeuge
- Eurocopter AS 350 B2
- Eurocopter AS 350 B3
- Eurocopter AS 355 N